# Новая Варваринка
Новая Варваринка  — деревня в Лениногорском районе Татарстана. Входит в состав Урмышлинского сельского поселения.

## География
Находится в южной части Татарстана на расстоянии приблизительно 37 км на запад-северо-запад по прямой от районного центра города Лениногорск.

## История
Основана в 1905 году переселенцами из Украины.

## Население
Постоянных жителей было: в 1920 году — 428, в 1926—496, в 1938—425, в 1949—356, в 1958—234, в 1970—237, в 1979 — 58, в 1989 — 19, в 2002 году 7 (русские 100 %), в 2010 году 6.